# Église Sainte-Colombe de Santa Coloma
L'église Saint-Colombe (catalan : església de Santa Coloma) est localisée dans le village de Santa Coloma dans la paroisse d'Andorre-la-Vieille, en Andorre.
C'est l'un des édifices religieux les plus intéressants de toute la vallée andorrane.

## Historique
L'église d'origine préromane andorran, est située sur la rive droite de la rivière Valira, entre Sant Julià de Lòria et Andorre-la-Vieille. Il s'agit d'une des églises les plus anciennes de la Co-Principauté, elle est déjà citée en 1040 dans les actes de consécration de la cathédrale Sainte-Marie d'Urgell (Lérida).
À l’intérieur les peintures murales originales sont attribuées à l’artiste baptisé Maître de Santa Coloma. La majeure partie des peintures fut arrachée des murs de l'église durant les années 1930 et vendue à des antiquaires de Barcelone. Elles furent dispersées à travers l’Europe notamment au Musée d’État prussien de la culture de Berlin. En 2007, elles furent récupérées par le gouvernement andorran et rendues au pays.
L'église est classée comme bien d'intérêt culturel de l'Andorre depuis 2003.
Elle apparaît sur les pièces andorranes de 10, 20 et 50 centimes d'euro.

## Description
L'église préromane a souffert tout au long des temps de nombreuses modifications.
La structure de l'église présente une nef rectangulaire, une abside carrée orientée vers l'est, avec un portail et un portique dans le mur sud de la nef. 
Le clocher-tour à base circulaire et faisant 17 mètres de haut, possède quatre étages avec deux paires de fenêtres géminées avec décor lombard et est couvert par une toiture conique.
La nef est couverte d'ardoise. La porte possède un arc en plein cintre décorée avec une archivolte en dents de scie et clé de voûte avec une croix de pierre.

## Intérieur
Du riche décor intérieur de l'église, il ne subsiste qu'une représentation de l'Agnus Dei. 
Les thèmes représentés dans la zone de l'abside étaient la Vierge Marie, les Apôtres, la Christ en gloire et une colombe.
L'église conserve aussi une statue en bois polychrome de Notre-Dame des Remèdes du XIIIe siècle et un retable baroque datant de 1741 consacré à Santa Coloma (sainte Colombe).

## Galerie

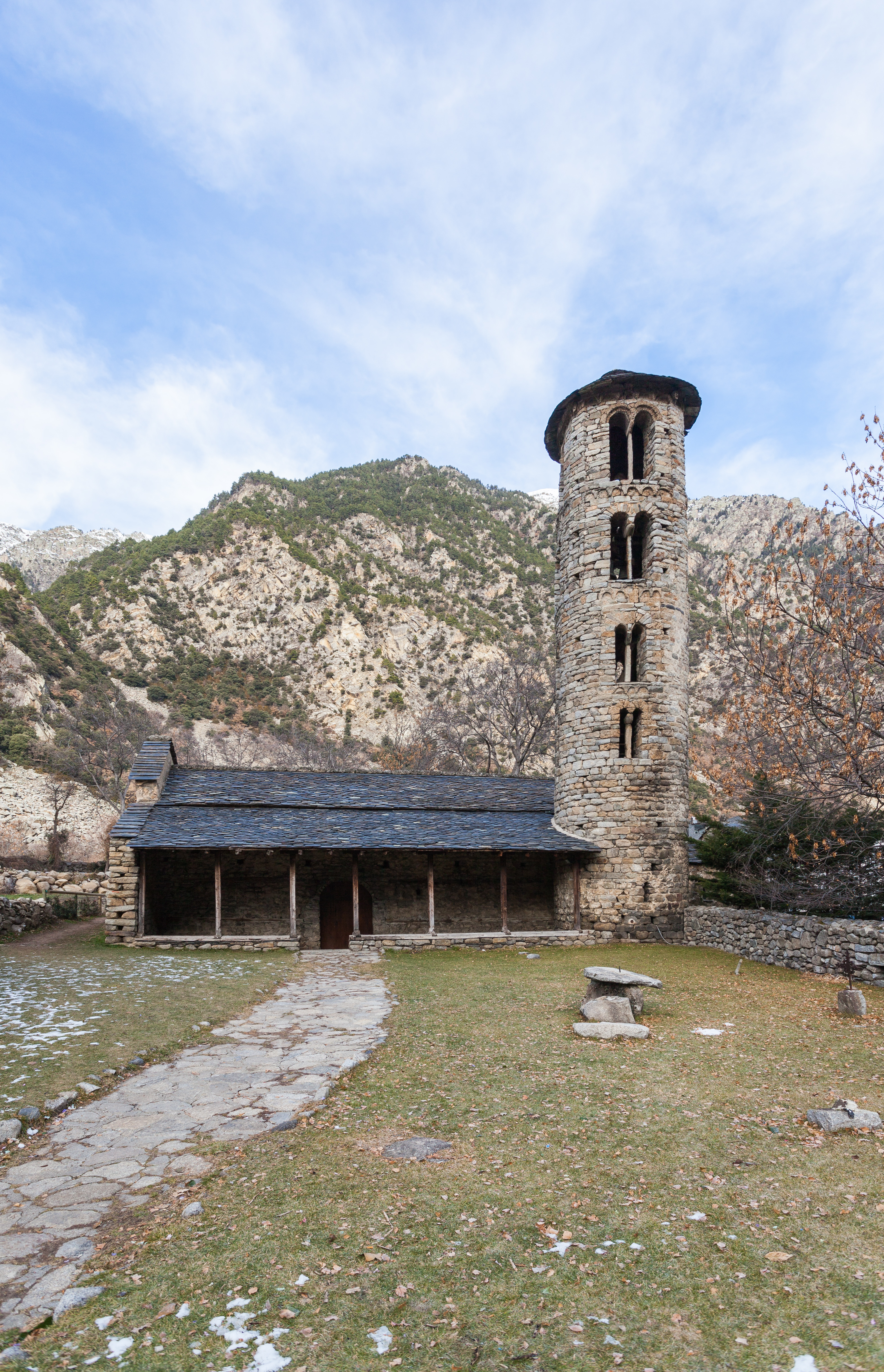
Vue depuis le sud.
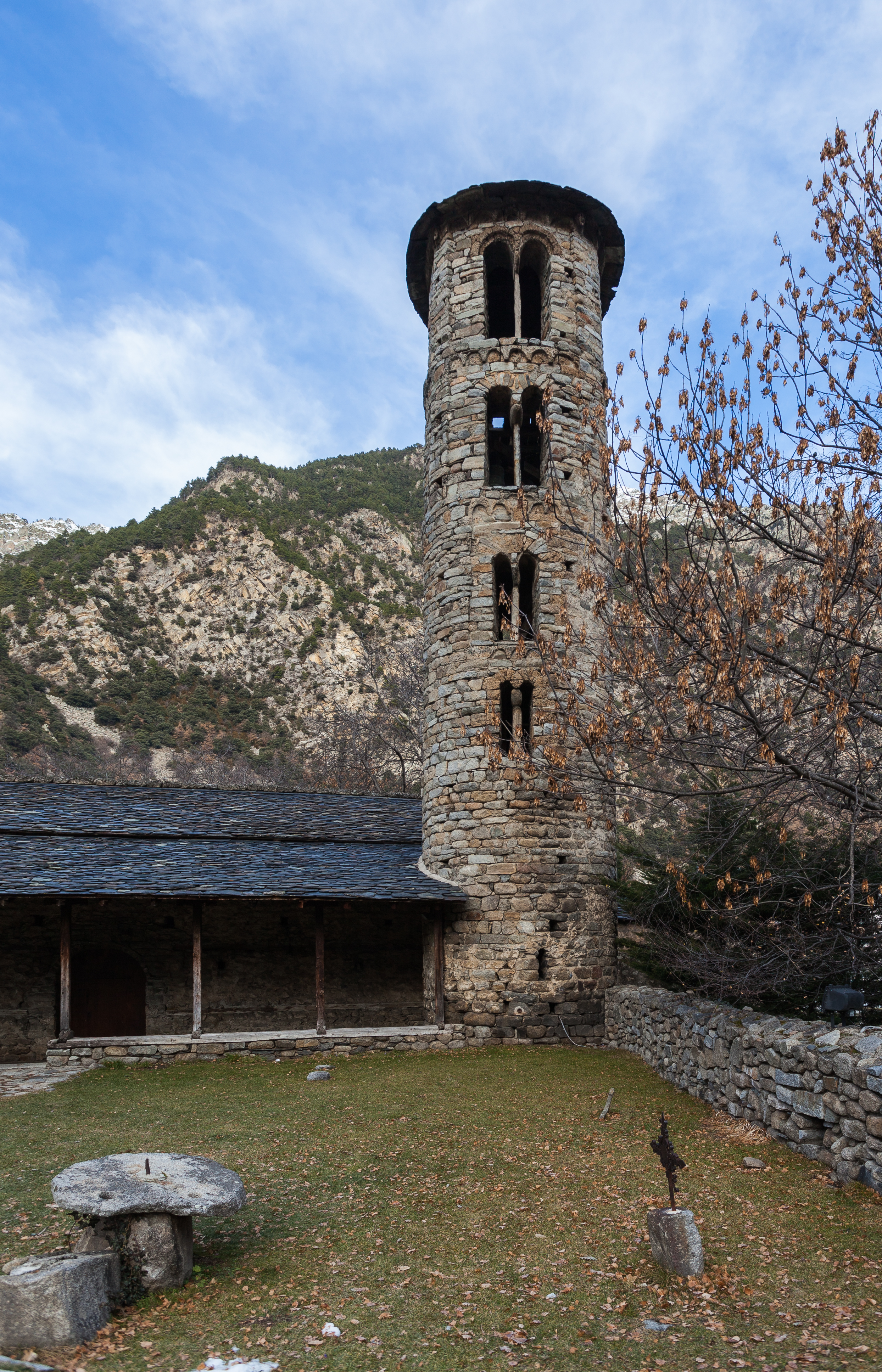
Portique et clocher.
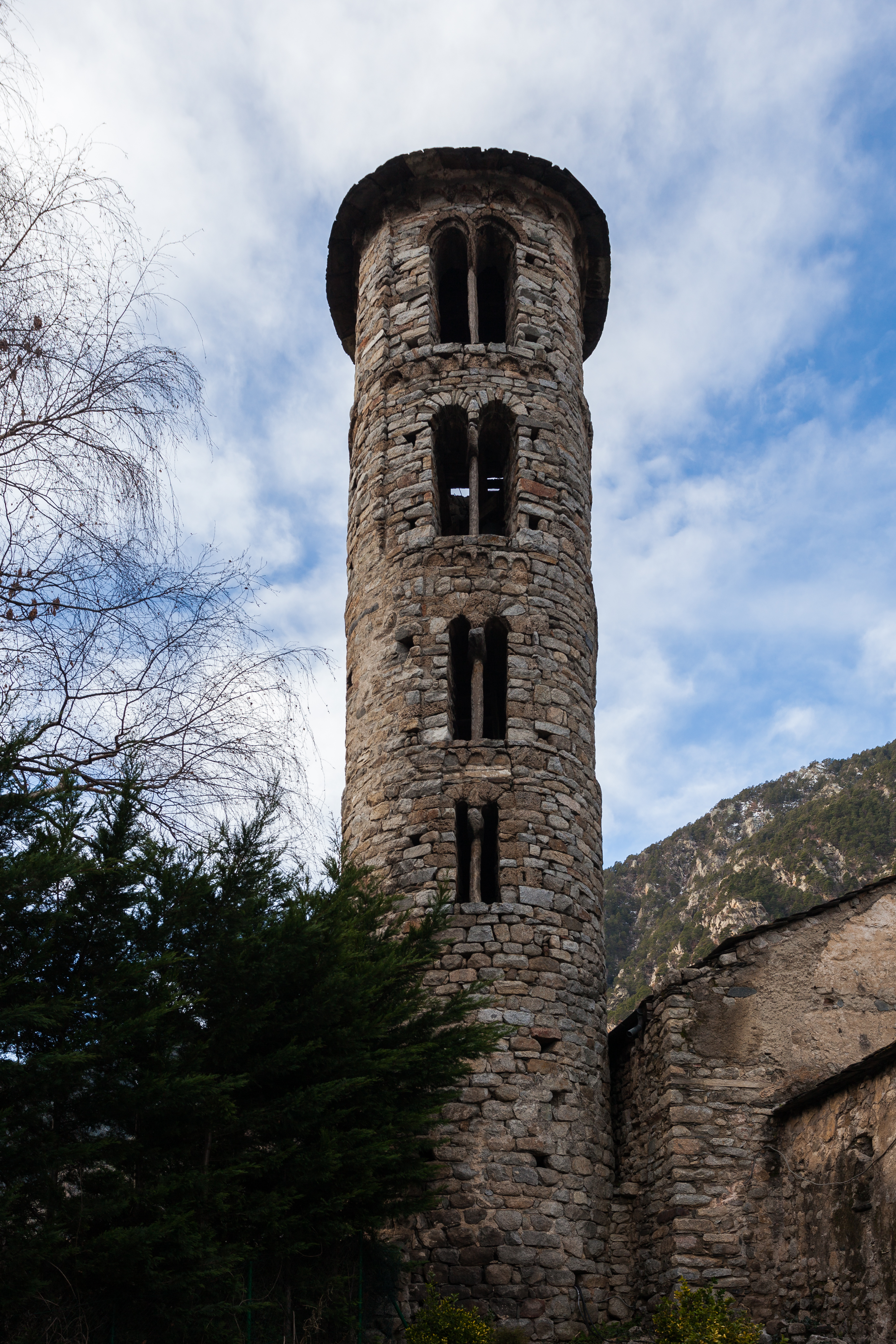
Clocher.
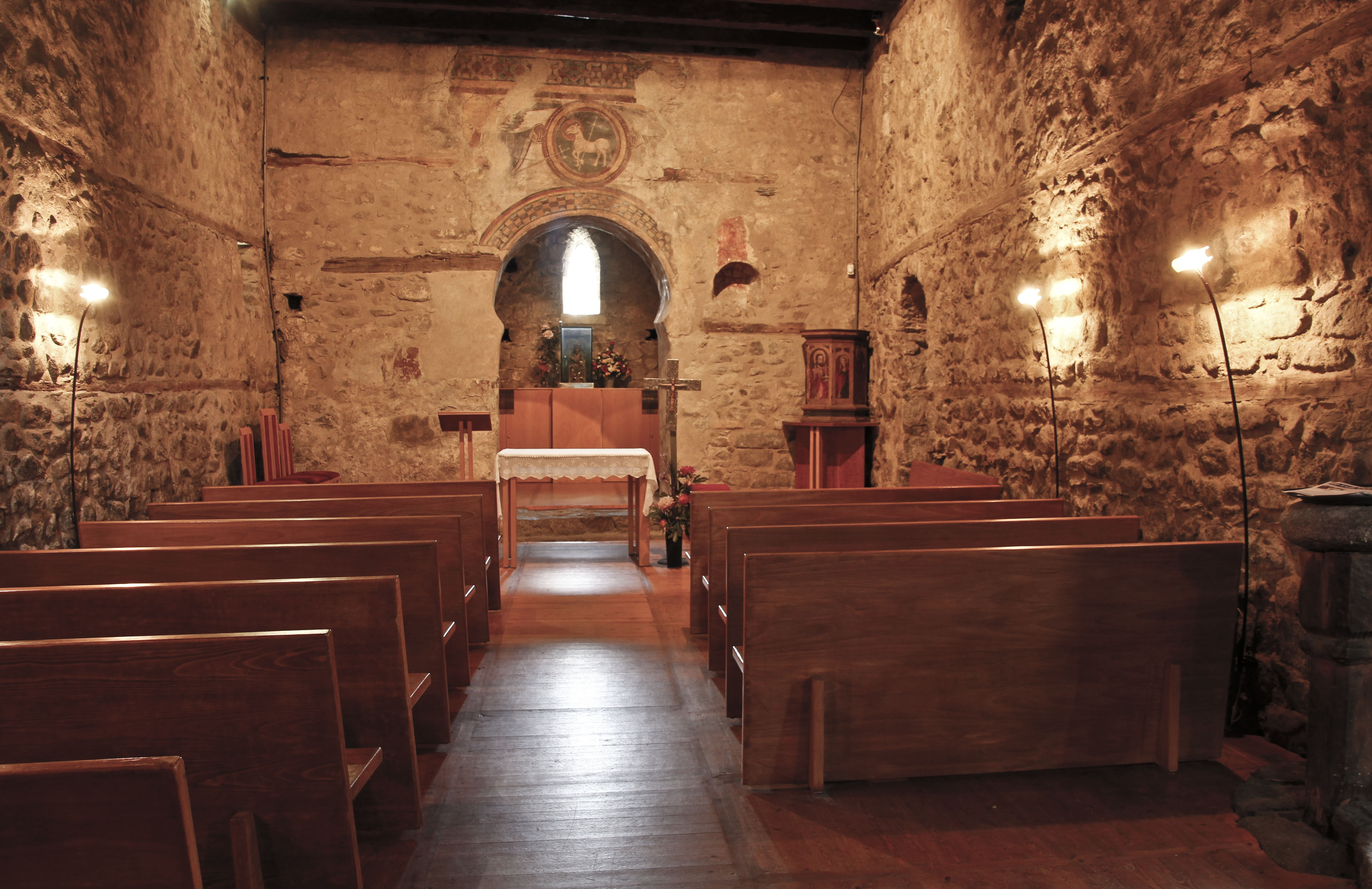
L'intérieur.
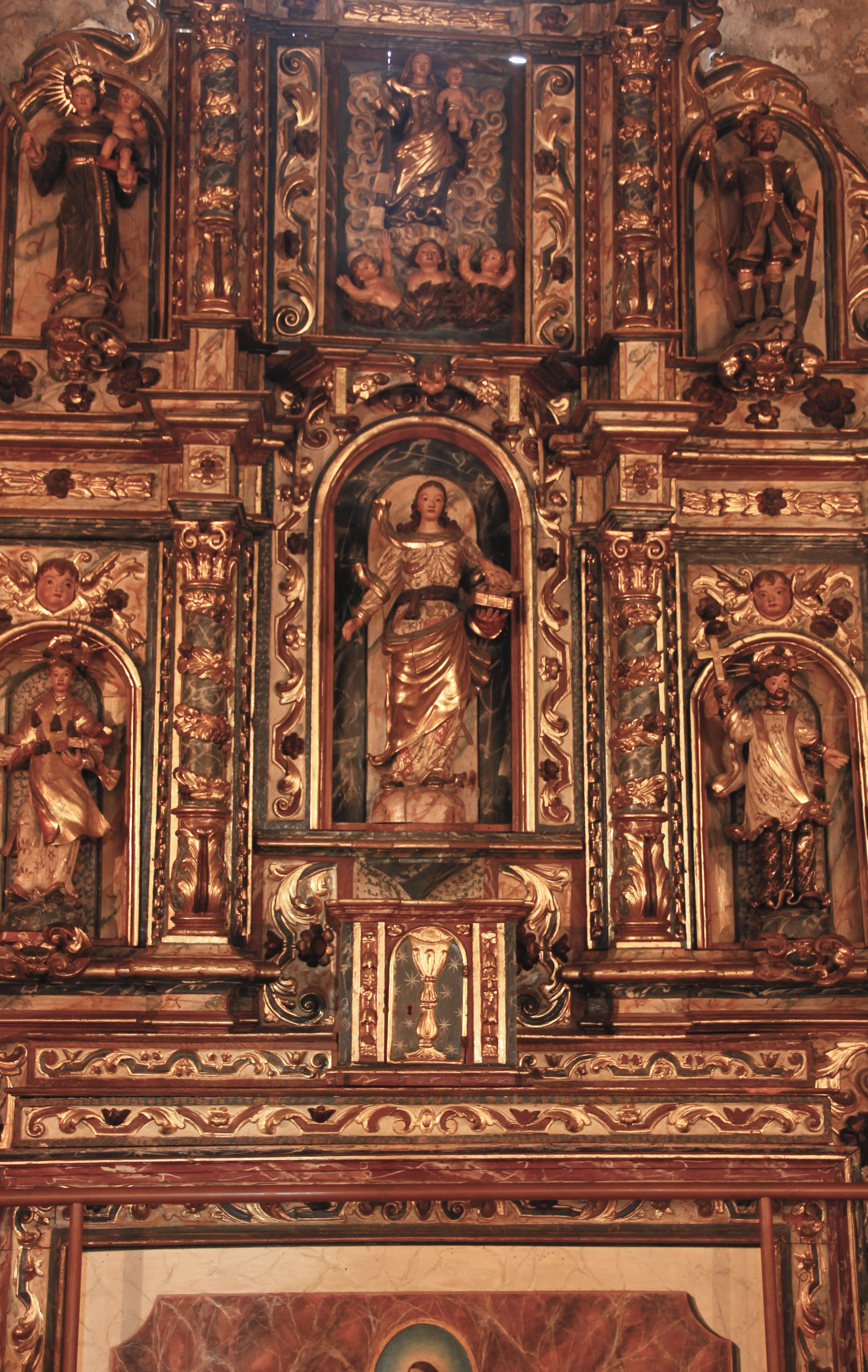
Retable du maître-autel.
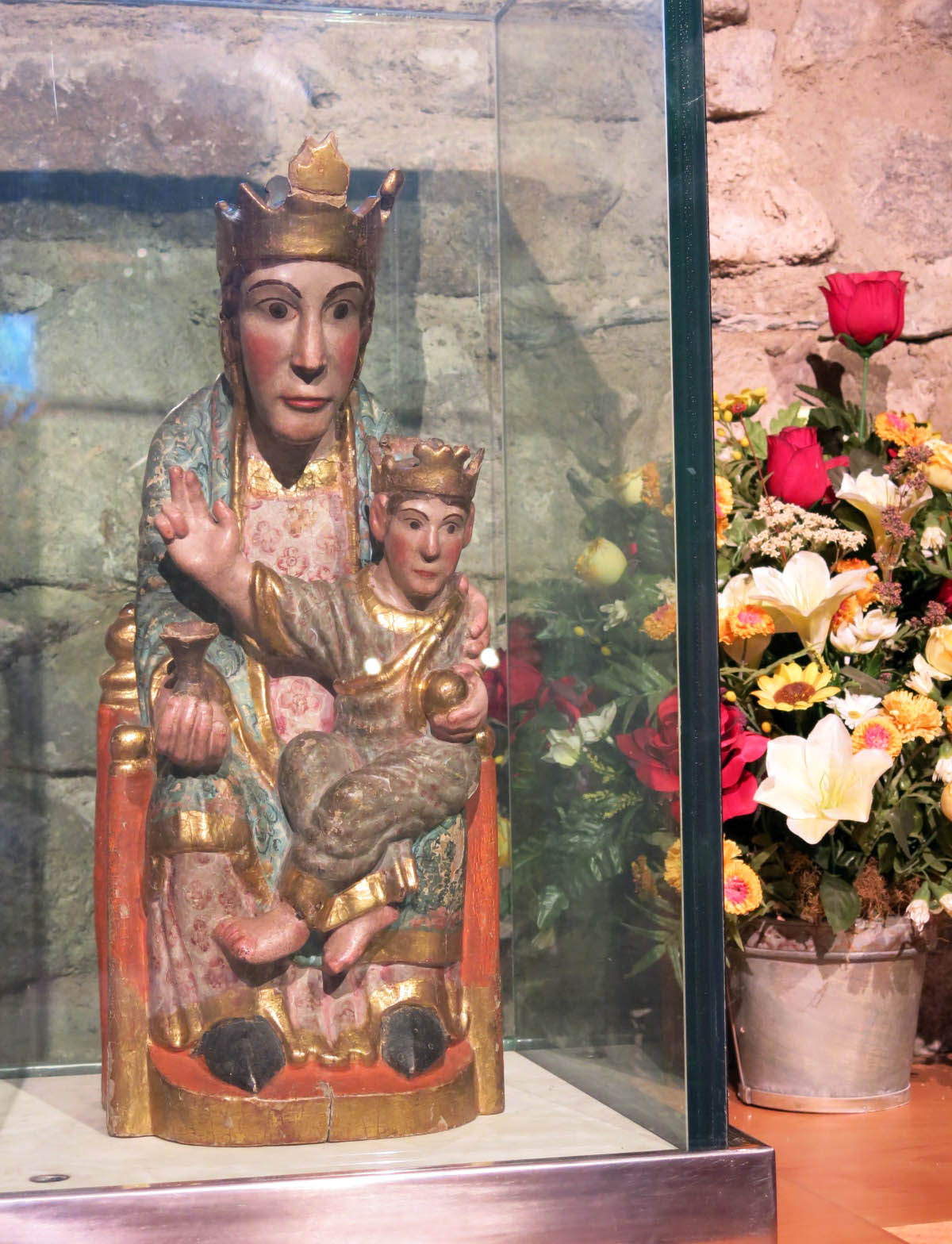
Statue de Notre-Dame des Remèdes.